# 施泰肖-费谢萨尔
施泰肖-费谢萨尔（德語：Stechow-Ferchesar）是德国勃兰登堡州的一个市镇，隶属于哈弗尔兰县。总面积为51.22平方千米，截至2020年总人口为894人。